# کارولینای شمالی

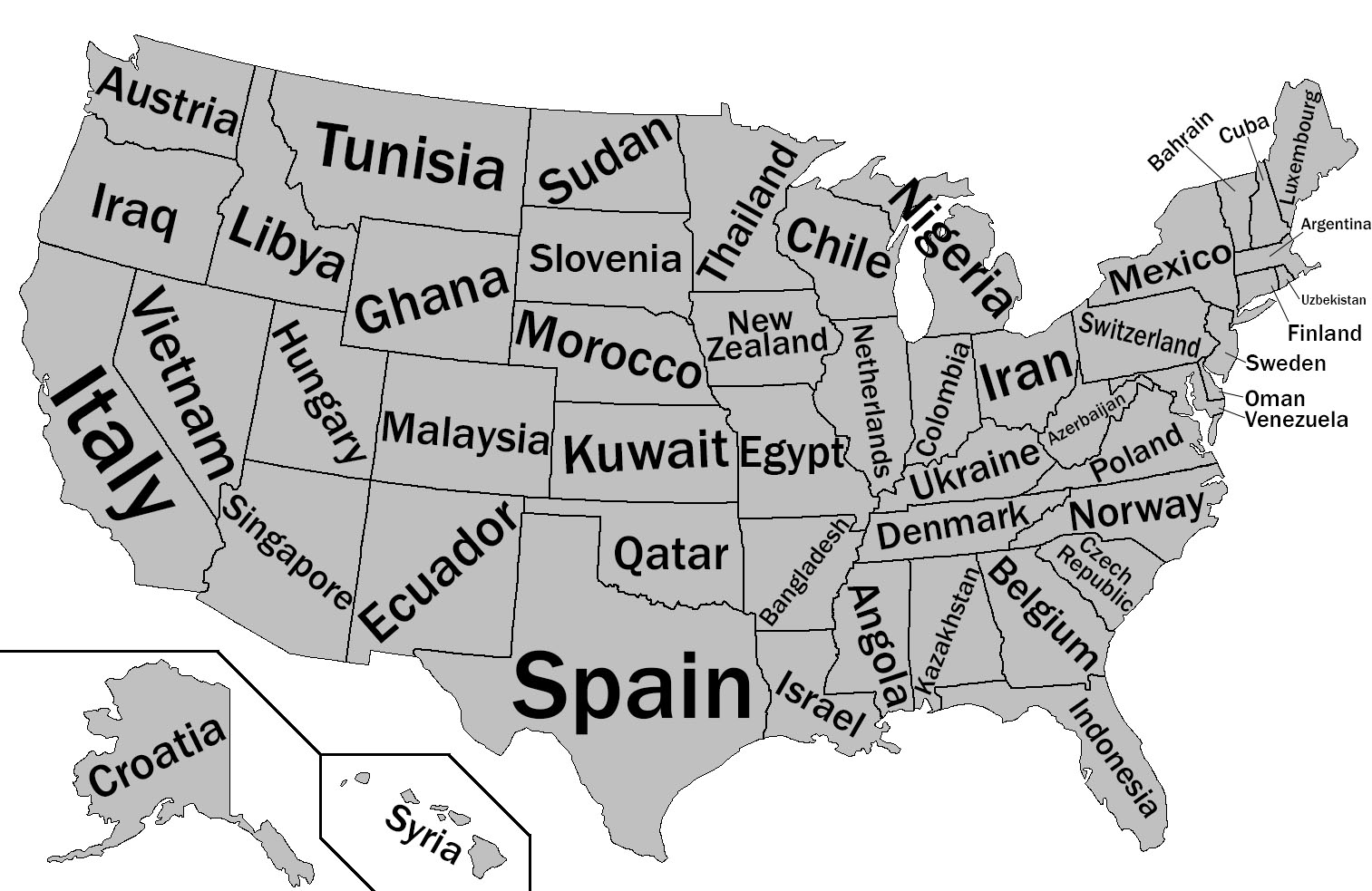
مقایسهٔ تولید ناخالص داخلی ایالت‌های آمریکا با کشورهای دیگر در سال ۲۰۱۲. ایالت کارولینای شمالی در این سال تولید ناخالصی اش قابل مقایسه کشور نروژ بوده‌است.

کارولینای شمالی (به انگلیسی: North Carolina) یکی از ایالت‌های جنوب‌شرقی آمریکا است. این ایالت یکی از سیزده ایالتی است که در جریان انقلاب آمریکا علیه سلطه بریتانیا قیام کردند. مرکز آن رالی و شهرهای مهم آن شارلوت و اشویل است.

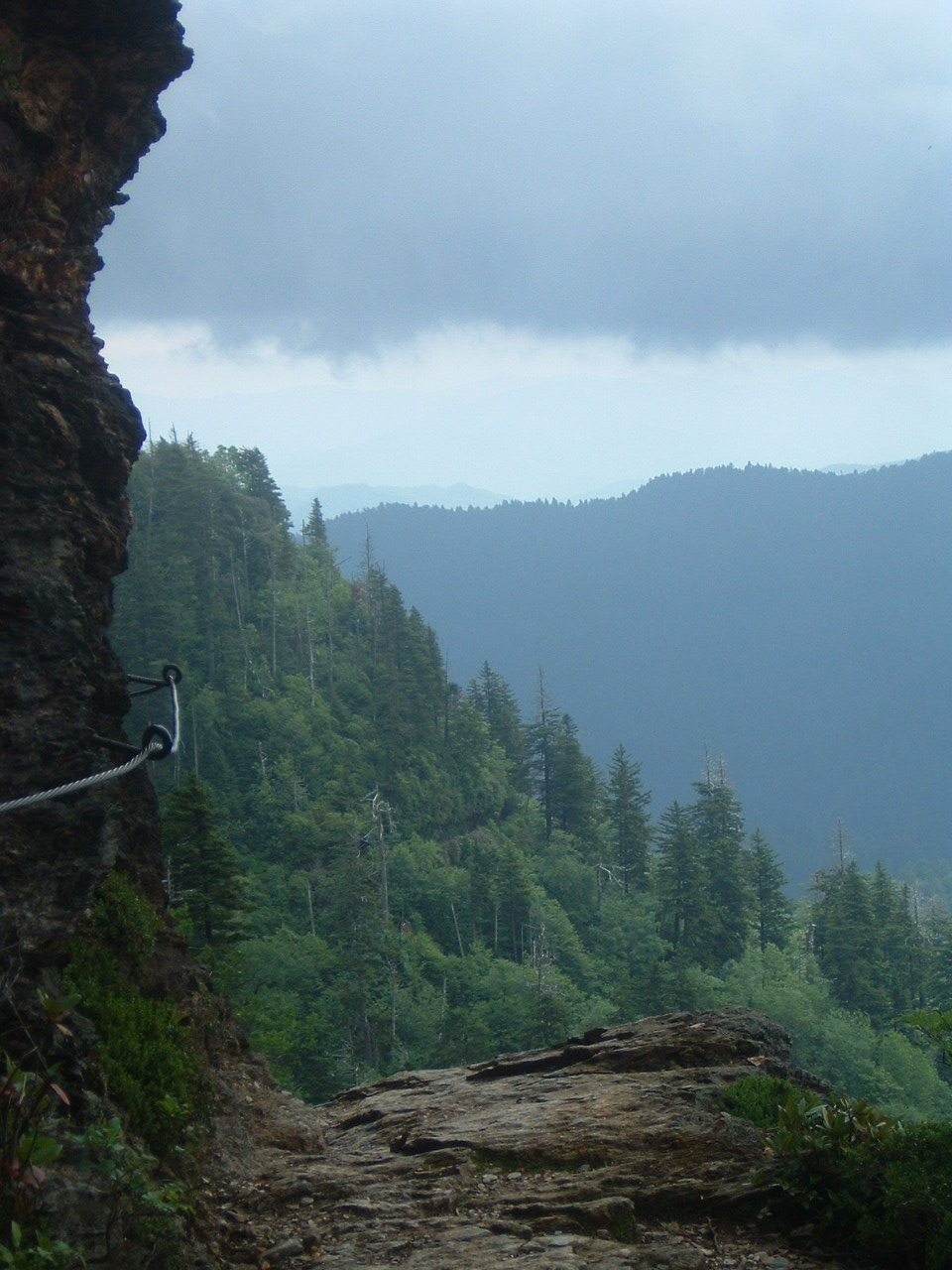
رشته کوه آپالیشین جنوبی واقع در غرب ایالت

## مراکز جذب توریست
جنگل ملی پیسگاه و پارک ملی کوه‌های اسموکی در این ایالت قرار دارند.

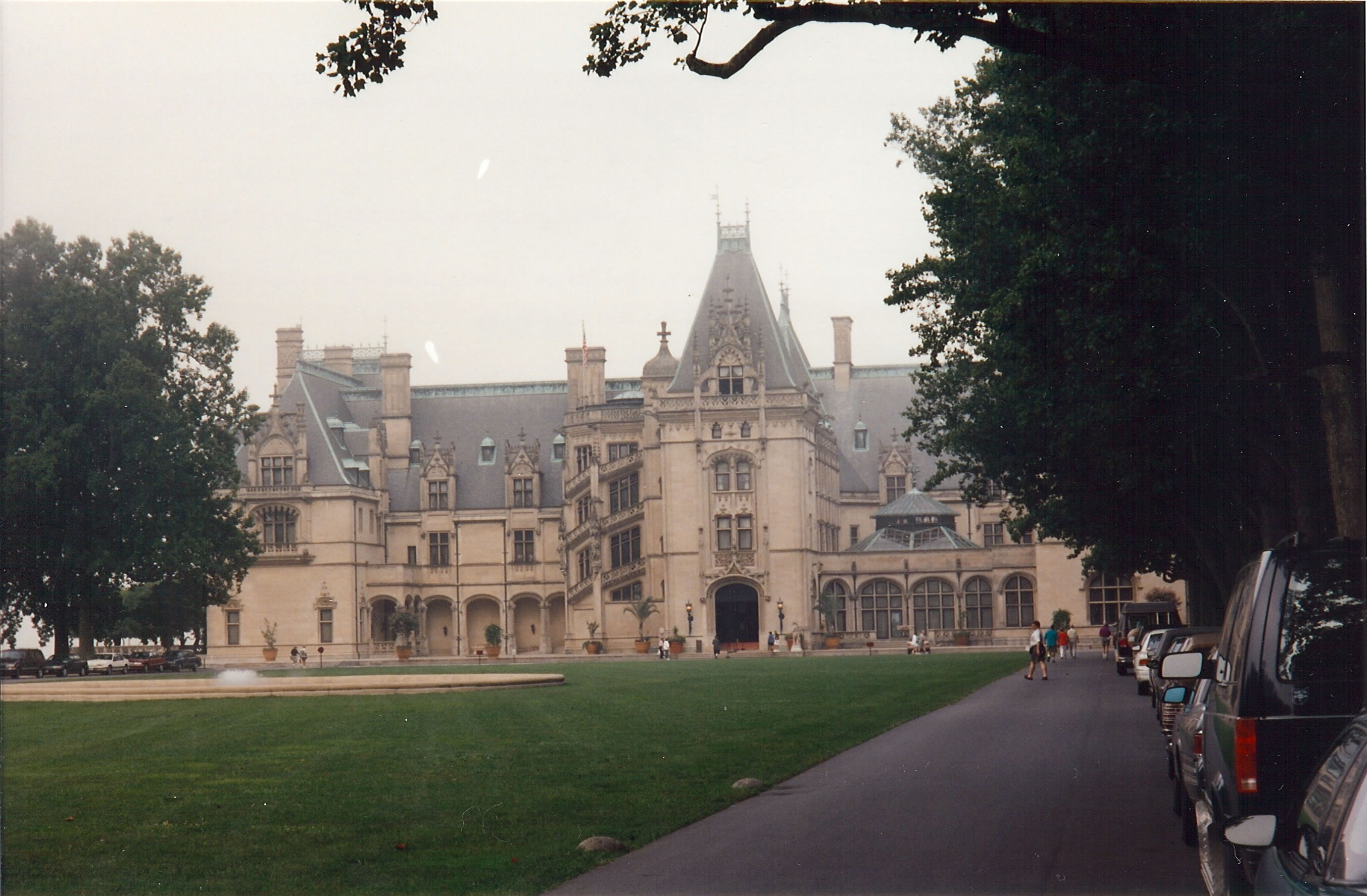
قصر بیلتمور در ایالت کارولینای شمالی

## اقتصاد
در سال ۲۰۱۲، این ایالت تولید ناخالص داخلی برابر با ۴۹۶٬۰۹۲ میلیارد دلار داشت، که قابل مقایسه با تولید ناخالص داخلی کشور نروژ (۵۰۰٬۰۳۰ میلیارد دلار) در همان سال بود. این ایالت در زمینه پزشکی و تحقیقات پزشکی بعد از ماساچوست و کالیفرنیا و تگزاس و نیویورک جزو ایالت‌های پیشرو است. کارولینای شمالی با تولید ۳۰ درصدی سیگار بزرگ‌ترین ایالت تولیدکننده سیگار در آمریکا می‌باشد.
همچنین کارخانه کامیون سازی ماک در این ایالت قرار دارد.

## مراکز علمی-فرهنگی
کارولینای شمالی از سه دانشگاه بزرگ بهره می‌برد که این سه دانشگاه، هسته آکادمیک تشکیل دهندهٔ شهرک مثلث تحقیقاتی کارولینای شمالی می‌باشند. این سه، دانشگاه دوک، دانشگاه ایالتی کارولینای شمالی، و دانشگاه کارولینای شمالی در چپل هیل هستند. مؤسسه ملی علوم بهداشت محیط زیست ایالات متحده آمریکا نیز در این ایالت قرار دارد.

## مشاهیر
از افراد سرشناس این ایالت می‌توان تلانیوس مانک، جان کولترین، چارلی رز، روبرتا فلک، اوا گاردنر، برندی لاو و اندی گریفیت را نام برد.